# Luc Perini
Luc Perini de son vrais prénom Lucien est un ingénieur du son français, actif des années 1960 aux années 1990.

## Filmographie
- 1962 : Méthode 1, court métrage de Mario Ruspoli
- 1967 : Le Mur de Serge Roullet
- 1967 : Mamaia de José Varela
- 1969 : Le Voyage de Monsieur Guitton, court métrage de Pascal Aubier
- 1969 : Détruire, dit-elle de Marguerite Duras
- 1971 : Valparaiso, Valparaiso de Pascal Aubier
- 1972 : À Paris, court métrage de Robert Ménégoz
- 1974 : Le Conscrit de Roland Verhavert
- 1975 : Black Moon de Louis Malle
- 1976 : Sartre par lui-même d'Alexandre Astruc et Michel Contat (musique)
- 1979 : Ils sont grands, ces petits de Joël Santoni
- 1979 : Laisse-moi rêver de Robert Ménégoz
- 1981 : Dernier Été de Robert Guédiguian
- 1982 : Litan : La Cité des spectres verts de Jean-Pierre Mocky
- 1982 : Y a-t-il un Français dans la salle ? de Jean-Pierre Mocky
- 1983 : À mort l'arbitre de Jean-Pierre Mocky
- 1985 : Subway de Luc Besson
- 1986 : Pékin central de Camille de Casabianca
- 1997 : Alliance cherche doigt de Jean-Pierre Mocky
- 1998 : Robin des mers de Jean-Pierre Mocky
- 1998 : Vidange de Jean-Pierre Mocky

## Récompenses
- 1976 : César du meilleur son pour Black Moon de Louis Malle (avec Nara Kollery) https://player.vimeo.com/video/84115662?h=ac16078de2
- 1986 : César du meilleur son pour Subway de Luc Besson (avec Harald Maury, Harrick Maury et Gérard Lamps)